# Надзея (Мазовецьке воєводство)
Надзея (пол. Nadzieja) — село в Польщі, у гміні Вежбно Венґровського повіту Мазовецького воєводства.
Населення — 20 осіб (2011).
У 1975-1998 роках село належало до Седлецького воєводства.

## Демографія
Демографічна структура станом на 31 березня 2011 року:
|          | Загалом | Допрацездатний вік | Працездатний вік | Постпрацездатний вік |
| -------- | ------- | ------------------ | ---------------- | -------------------- |
| Чоловіки | 12      | 0                  | 9                | 3                    |
| Жінки    | 8       | 1                  | 3                | 4                    |
| Разом    | 20      | 1                  | 12               | 7                    |